# 다르에스살람 대학교
다르에스살람 대학교(영어: University of Dar es Salaam, UDSM; 스와힐리어: Chuo Kikuu cha Dar es Salaam)는 탄자니아 다르에스살람에 위치한 대학교이다. 1961년 런던 대학교 부속 단과대학으로 설립되었다. 탄자니아가 영국으로부터 독립한 직후인 1963년에 동아프리카 대학교(UEA)에 소속되었다. 1970년에 UEA는 우간다의 마케레레 대학교, 케냐의 나이로비 대학교, 다르에스살람 대학교로 분리되었다.

## 순위
다르에스살람 대학교는 2012년 학업성취도 평가에서 2000개 대학 중 1,618위를 차지했다.
2013년 아카데미랭크는 9,803개 대학 중 2,965위를 차지했으나 탄자니아에서는 16개 대학 중 1위를 차지했으며, 소코인 농업대학교는 2위를 차지했다.
2012년 시마고 대학 랭킹에서는 3,290개의 대학 중 3,021위를 차지했으며, 아프리카에서는 57위, 탄자니아에서는 무함빌리 보건 및 연합 과학 대학에 이어 2위를 차지했다. 이 순위는 엘스비어가 스코퍼스 데이터베이스에 색인화한 학술지에 게재한 총 문서 수에 기초한다. 2011년 이 대학은 아프리카 62개 대학 중 16위를 차지했다. 이 비율은 "각 과학 분야에서 가장 많이 인용된 논문의 10%에 의해 형성된 집합에 포함되는 기관의 과학적 산출물의 비율을 나타낸다. 그것은 연구 기관의 높은 품질의 생산량을 측정하는 것이다."
2012년 7월, 웹메트릭스는 대학의 학문적 내용, 가시성 및 웹에 미치는 영향에 대한 평가로 이 대학을 전 세계에서 1,977번째로 좋은 대학으로 선정했지만 탄자니아에서는 가장 좋은 대학으로, 휴버트 카이루키 기념 대학교가 2위에 크게 뒤쳐졌다.

## 캠퍼스
다르에스살람에는 5개의 캠퍼스가 있으며, 10개의 학부를 통해 운영되고 있다. 예를 들어, 공과대학교 캠퍼스에는 기계 화학 공학, 전기 및 컴퓨터 시스템 공학, 토목 공학 및 건설 환경의 학부가 있다. 음콰와 대학교 사범대학 캠퍼스와 다르에스살람 대학교 사범대학 캠퍼스에서 인문학 및 사회과학 교수진이 활동하고 있다.
이 대학은 2015년부터 의과대학인 무힘빌리 보건과학대학교(MUCHS)이 2007년 본격적인 대학이 되면서 없던 의학박사 프로그램을 제공하기 시작했다. 므베야 대학교는 음리마니 캠퍼스에 있는 다르에스살람 보건과학대학교(SOHS)로 시작하였고, 2017년 므베야주 보건 및 연합 과학대학교(MCHAS)로 이전하였다.
다르에스살람 시내에서 서쪽으로 13km 떨어진 곳에 위치하며 교육, 예술, 사회과학, 과학 등의 기초 학부가 있다. 또한 정보학과 가상 교육, 법학, 상업 및 관리, 수생 과학 기술 등 4개의 전문 학부가 이곳에 설립되었다. 저널리즘과 매스 커뮤니케이션 연구소는 이 대학에 다섯 번째 캠퍼스를 제공한다.
탄자니아 500실링 지폐 뒷면에는 므리마니 캠퍼스에 있는 건물인 은크루마 홀이 있다.

## 저명한 사람들
- 자카야 키퀘테 - 탄자니아의 제4대 대통령
- 존 마구풀리 - 탄자니아의 제5대 대통령
- 에드워드 로와사 - 탄자니아의 제8대 총리
- 로랑데지레 카빌라 - 콩고 민주 공화국의 제3대 대통령
- 존 가랑 - 남수단의 제6대 대통령
- 요웨리 무세베니 - 우간다의 제9대 대통령